# Alta
Alta (Альта, гр. Άλτα) — греческий производитель лёгких трёхколёсных грузовиков, мотоциклов и легковых машин. Производство мотоциклов и трёхколёсных грузовиков и 50-кубовыми двигателями Захс (Sachs) началось на первом заводе в Афинах в 1962 году. Мотоцикл 50S был известен своей надёжностью (некоторые сохранились до наших дней в хорошем рабочем состоянии). В 1967 была разработана модель A700, трёхколёсный грузовик с двигателем BMW и грузоподъёмностью 800 кг. Грузовик, отличавшийся приятным дизайном и высокой надежностью, стал одним из самых успешных автомобилей такого типа в Греции. В 1968 Альта разработала трёхколёсный легковой автомобиль, модель Alta A200. Снабжённый двигателем Heinkel объёмом 200 куб. см, автомобильчик базировался на немецком Фульдамобиле (Fuldamobil) (также выпускаемым в Греции фирмой Attica по лицензии), но с кузовом собственного дизайна. Машинка имела скромный успех и выпускалась до 1974 года. Компания переехала в новый завод в Элевсин, где работала до 1978 года.
- мотоцикл Alta 50S (1962)
- грузовик Alta A700 (1967)
- автомобиль Alta A200 (1968-1974)
- Alta A 200
- Alta A 200